# Erbschlö-Linde
Das Wuppertaler Wohnquartier Erbschlö-Linde ist eines von sechs Quartieren des Stadtbezirks Ronsdorf. Es ist nach den größten Ansiedlungen, dem Weiler Erbschlö am Rande des ehemaligen Standortübungsplatz Scharpenacken mit der neu erbauten Justizvollzugsanstalt Wuppertal-Ronsdorf und dem Straßendorf Linde, benannt.

## Geographie
Das 5,09 km² große Wohnquartier umfasst neben dem Erbschlö und Linde die Außenortschaften, Weiler und Höfe Kleinbeek, Jägerhaus, Marscheid, Klein- und Großsporkert, Trotzhaus und Werbsiepen. Abgegangen sind die Höfe Delle, Schirpkotten und Schmalenhof auf dem Scharpenacken.
Die wichtigsten Gewässer sind der Marscheider Bach, der Blombach, der Erbschlöer Bach und der Schmalenhofer Bach. Im Tal des Blombachs verläuft die Bundesautobahn 1 mit der Anschlussstelle Wuppertal-Ronsdorf. Die Landesstraße 419 überquert mittels der Blombachtalbrücke Bach und Autobahn.
Das Straßendorf Linde erstreckt sich entlang der Landesstraße 58 (ehemals Bundesstraße 51).

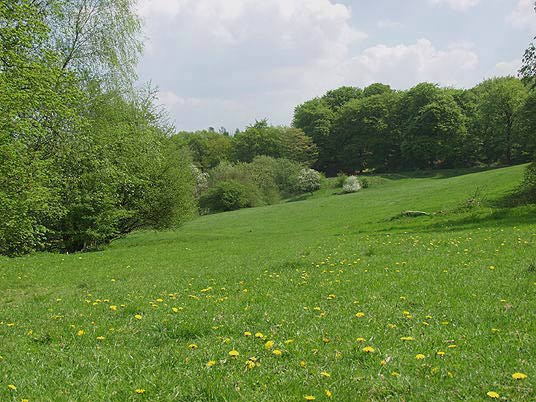
Der „Scharpenacken“